# Autodesk Maya
Autodesk Maya ou simplesmente Maya, é um programa de modelagem 3D, animação e efeitos especiais desenvolvido pela Alias utilizado na indústria de cinema e de televisão, tal como no desenvolvimento de jogos de computador e de consoles.
Maya surgiu de três outros softwares, o Wavefront Advanced Visualizer (na Califórnia), Thomson Digital Image (TDI) Explore (na França) e Alias Power Animator (no Canadá).
A Alias Research foi fundada em 1983 e a Wavefront Technologies em 1985. Em 1993 a Wavefront comprou a TDI e em 1995 se uniu com a Alias incorporadas pela Silicon Graphics (SGI) formando a Alias|Wavefront. Três anos depois o programa Maya foi lançado. Em janeiro de 2006 a Autodesk adquiriu a Alias|Wavefront por US$197.000.000,00 e ampliou seu domínio sobre o mercado 3D.
Isso teve um grande impacto sobre a abertura de Maya e mais tarde também ajudou o software a se tornar praticamente um software padrão na indústria de entretenimento. Após o seu lançamento em 1998, A Alias | Wavefront interrompeu todas as linhas anteriores de softwares de animação baseadas no Maya, incluindo Alias Animator Power, incentivando os consumidores a atualizar para o Maya. Com isso ela conseguiu expandir a sua linha de produtos para assumir uma grande quota do mercado, com as principais empresas de animação 3D e efeitos visuais, tais como Industrial Light & Magic, Digital Domain, Tippett Studio, Walt Disney Animation Studios, Pixar, Blue Sky Studios, Rhythm and Hues, Big Idea Entertainment, Reel FX Creative Studios, Blur Studio, Nelvana, Sony Pictures Imageworks, Rainmaker Studios, Image Engine, Moving Picture Company, The Mill, DNEG, Animal Logic, Weta Digital, e mais.
Maya tem sido usado para criar filmes populares como Toy Story, Antz, A Bug's Life, Dinossauro, Shrek, Monsters, Inc., Jimmy Neutron, Boy Genius, Ice Age, Jonah: A VeggieTales Movie, Finding Nemo, Shark Tale, The Incredibles, In Search of Santa, Robots, Valiant, Madagascar, Chicken Little, Over the Hedge, Carros, Barnyard, Happily N'Ever After, TMNT, Meet the Robinsons, Ratatouille, Bee Movie, Horton Hears a Who!, Kung Fu Panda, WALL-E, Space Chimps, Bolt, Monsters vs. Aliens, Up, Astro Boy, e mais.
Maya tem sido usado para criar shows populares de televisão. É usado em combinação com o Rainmaker Studios para criar ReBoot, e tem sido usado para fazer desenhos animados em 3D como Veggietales, Donkey Kong Country, Beast Wars, Shadow Raiders, Beast Machines, Max Steel, The Adventures of Jimmy Neutron: Boy Genius, Spider-Man: The New Animated Series, Pororo, Miss Spider's Sunny Patch Friends, The Backyardigans, Bratz, Eon Kid, Tak and the Power of Juju, Back at the Barnyard, e mais.
Maya também tem sido utilizado pela Nintendo, Sega, THQ, Bandai Namco Entertainment, e outros softwares, a criação de videogames como Donkey Kong, Mario, The Legend of Zelda, Sonic the Hedgehog, Kirby, Pokémon, Digimon, Animal Crossing, e mais.

## Histórico de versões
- Maya 2024: março de 2023
- Maya 2023: março de 2022
- Maya 2022: março de 2021
- Maya 2020: março de 2020
- Maya 2019: maio de 2019
- Maya 2018: agosto de 2017
- Maya 2017: julho de 2016
- Maya 2016: abril de 2015
- Maya 2015: maio de 2014
- Maya 2014: abril de 2013
- Maya 2013: março de 2012
- Maya 2012: março de 2011
- Maya 2011: abril de 2010
- Maya 2010: agosto de 2009
- Maya 2009: outubro de 2008
- Maya 2008: setembro de 2007
- Maya 8.5: janeiro de 2007
- Maya 8.0: agosto de 2006
- Maya 7.0: agosto de 2005
- Maya 6.5: janeiro de 2005
- Maya 6.0: maio de 2004
- Maya 5.0: maio de 2003
- Maya 4.5: julho de 2002
- Maya 4.0: junho de 2001
- Maya 3.0: fevereiro de 2000
- Maya 2.5: novembro de 1999
- Maya 2.0: junho de 1999
- Maya 1.5: outubro de 1998
- Maya 1.0: fevereiro de 1998